# Résolution 264 du Conseil de sécurité des Nations unies
Membres permanents
- Chine (Taïwan)
- États-Unis
- France
- Royaume-Uni
- URSS

Membres non permanents
- Algérie
- Colombie
- Espagne
- Finlande
- Hongrie
- Népal
- Pakistan
- Paraguay
- Sénégal
- Zambie

Résolution no 263 Résolution no 265
La résolution 264 du Conseil de sécurité des Nations unies est adoptée à 13 voix contre 0 lors de la 1 465e séance du Conseil de sécurité des Nations unies le 20 mars 1969, après qu'une résolution de l'Assemblée générale a mis fin au mandat de l'Afrique du Sud-Ouest (Namibie).
Conformément à la résolution 264 du Conseil de sécurité des Nations unies, l'ONU a assumé la responsabilité directe du territoire et a déclaré illégale la présence continue de l'Afrique du Sud en Namibie, en demandant au gouvernement sud-africain de se retirer immédiatement.
Le Conseil de sécurité a condamné le refus de l'Afrique du Sud de se conformer aux résolutions précédentes, a déclaré que l'Afrique du Sud n'avait pas le droit de promulguer le "South West Africa Affairs Bill" et que les actions sud-africaines visaient à détruire l'unité nationale et l'intégrité territoriale de la Namibie par l'établissement de bantoustans. Le Conseil a décidé qu'en cas de non-respect par le gouvernement sud-africain des dispositions de la présente résolution, il se réunirait immédiatement pour déterminer les mesures nécessaires à prendre. Il a confié au Secrétaire général des Nations unies la responsabilité de suivre la mise en œuvre de la résolution et de faire rapport au Conseil de sécurité.
La résolution a été adoptée par 13 voix pour; la France et le Royaume-Uni se sont abstenus.

### Sources
- (en) Cet article est partiellement ou en totalité issu de l’article de Wikipédia en anglais intitulé « United Nations Security Council Resolution 264 » (voir la liste des auteurs).

### Texte
- Résolution 264 Sur fr.wikisource.org
- Résolution 264 Sur en.wikisource.org